# 埃玛·斯诺西尔
埃玛·斯诺西尔（英語：Emma Snowsill，1981年6月15日—），澳大利亚女子铁人三项运动员。她曾获得2008年夏季奥运会铁人三项比赛女子个人金牌。她的丈夫扬·弗勒德诺是2008年夏季奥运会男子铁人三项冠军。